# Thalhofen (Landsberg am Lech)
Thalhofen ist ein Stadtteil von Landsberg am Lech im gleichnamigen oberbayerischen Landkreis.

## Geografie
Der Weiler Thalhofen liegt etwa vier Kilometer südöstlich von Landsberg am Lech unweit der Gemeinde Pürgen im Lechrain.

## Geschichte
Thalhofen wird erstmals 1171 als Thalhoven erwähnt.
Der Weiler gehörte zum Mitteramt des Landgerichtes Landsberg, 1752 wird ein Anwesen erwähnt. Es war vollständig im Besitz des Klosters Wessobrunn. Ebenso befand sich ein Zehentstadel des Klosters in Thalhofen.
Der Weiler gehörte zur ehemaligen Gemeinde Reisch und wurde mit dieser am 1. Juli 1972 nach Landsberg am Lech eingemeindet.

## Baudenkmäler
Siehe: Liste der Baudenkmäler in Thalhofen